# 格雷森 (加利福尼亞州)
格雷森（英語：Grayson）是位於美國加利福尼亞州斯坦尼斯洛斯縣的一個人口普查指定地區。

## 地理
格雷森的座標為37°33′53″N 121°10′51″W / 37.56472°N 121.18083°W，而該地最高點為海拔高度16米（即52英尺）。

## 人口
根據2010年美國人口普查的數據，格雷森的面積為6.602平方千米，均為陸地。當地共有人口952人，而人口密度為每平方千米144人。